# Luciana Fuster
Luciana Fuster Guzmán (Bellavista, Callao; 14 de enero de 1999) es una modelo, personalidad de televisión, reina de belleza, influencer y presentadora peruana. Fue la ganadora del certamen de belleza Miss Grand Internacional 2023, siendo la segunda peruana en haber ganado dicho certamen.
Además, es la ganadora con mayor número de seguidores. Es la primera ganadora en lograr el mayor número de países visitados, considerada la mejor Miss Grand Internacional de la historia, por la mayoría de los fanáticos de los certámenes de belleza.
En 2023, Fuster representó a Callao en el Miss Grand Perú 2023 el 22 de junio resultando ganadora. Representó al Perú en el Miss Grand Internacional 2023, que se llevó a cabo el 25 de octubre de ese año en el Phú Thọ Indoor Stadium, ubicado en la Ciudad Ho Chi Minh, Vietnam, coronándose en dicha edición del Miss Grand Internacional.
Anteriormente fue coronada Miss Teen Pageant International 2016 y Miss Teen Model Perú 2015. Representó por primera vez a su país natal en noviembre en el certamen Miss Teen Pageant International 2016, en Porto Alegre, Brasil, en el que ganó.
En el ámbito televisivo y radial, se dio a conocer como chica reality al participar en el programa de televisión Esto es guerra de América Televisión y haber sido la conductora del espacio Onda expansiva de la emisora Onda Cero durante los años 2020 y 2023.
En 2021, comScore la incluyó en la lista de las celebridades de Internet con mayor interacción en Latinoamérica durante el año 2020. En ese año, fue nominada al galardón «The 100 Most Beautiful Faces» de las organizaciones TC Candler y The Independent Critics, luego de dos años, en 2023, volvió a ser nominada.

## Primeros años y educación
Nació en el Callao, el 14 de enero de 1999. Estudió la primaria y secundaria en el Colegio Liceo Naval Almirante Guise, ubicado en el distrito de San Borja.
Desde adolescente, se dedicó a practicar como voleibolista y a la par, como basketbolista en los campeonatos locales de su categoría, con participaciones menores en las canchas. Sin embargo, optó por dedicarse a aparecer en algunos anuncios publicitarios. 

## Trayectoria

### Inicios
A los catorce años, se inició presentándose en castings. A la vez se dedicó a concursar en certámenes de belleza, iniciándose a participar como «Miss Callao» en el Miss Teen Model Perú 2015, donde se convirtió en la ganadora. Eso le permitió participar en el Miss Teen International de ese año, que se realizó en Costa Rica.

### Miss Teen Pageant International 2016
Participó en el certamen de belleza Miss Teen Pageant International 2016, que se realizó en la ciudad de Porto Alegre y se convirtió en la ganadora. Por su galardón, fue jurado de la ceremonia de Miss Teen Model International 2016, realizado en Ica, departamento del Perú.
En diciembre del 2020, viajó a México para firmar para la empresa Emporium Entertainment. Permaneció una corta estadía de una semana, pero el evento fue cancelado por la pandemia de COVID-19. En una entrevista a mediados de 2021, señaló que recibió propuestas para vivir y trabajar en el dicho país que las declinó, justificando entre otros proyectos a la televisión local como fuente de estabilidad laboral.
En octubre del 2021, las organizaciones TC Candler y The Independent Critics la nominaron al premio web Los rostros más bellos del mundo junto a otros peruanos como la estrella de telerrealidad Hugo García y el actor Andrés Wiese. Tiempo más tarde, en 2023 volvió a la nominación de Los rostros más bellos del mundo junto a Wiese y la cantante  Mayra Goñi.

### Miss Grand Perú 2023
La empresaria y exreina de belleza peruana Jessica Newton, consideró a Fuster entre 2018 y 2022 como «gran candidata» para la ceremonia del Miss Perú Universo, por «su belleza» y otras condiciones requeridas para su postulación. Tiempo después, en enero de 2023, Luciana confirmó su participación en el dicho certamen, siendo finalmente descartada en marzo y trasladó su preparación para el otro concurso Miss Grand Perú.
El 22 de junio de 2023, Fuster concursó junto a otras candidatas en el certamen mencionado, la cual fue televisada por la señal de América Televisión a través del programa local Mande quien mande, consagrándose así como la ganadora del Miss Grand Perú de la edición de ese año. Tras la victoria, Fuster accedió al concurso principal Miss Grand Internacional como representante de su país. En octubre de ese año, viajó a Vietnam para la ceremonia central, siendo señalada dentro de las favoritas para ganar la corona. Tras su exitosa participación en Miss Grand, Newton calificó a Fuster como una «candidata completa» para representar al Perú.
El 25 de octubre de 2023, Fuster logró clasificar al Top 5 del concurso y finalmente, se consagra como la ganadora del Miss Grand Internacional 2023, siendo la segunda peruana en ganar el dicho certamen en su historia, después de la victoria de la modelo María José Lora en el 2017.
En mayo de 2024, Fuster fue invitada como parte del jurado principal del certamen de belleza Miss Guatemala 2024, en su calidad de reina Miss Grand Internacional. Hasta julio de 2024, durante su reinado, ha logrado visitar 15 países de tres continentes: América, Europa y Asia, siendo la primera Miss Grand International en romper el récord de 13 países visitados por dos de sus últimas antecesoras y María José Lora, su compatriota. El 29 de julio se dio a conocer que este año el concurso tendrá como sede dos países: Camboya y Tailandia, es decir que Fuster será la primera Miss Grand Internacional en haber logrado tener dos países anfitriones durante el final de su reinado y posterior entrega de corona.
A principios de agosto de 2024, Fuster a logrado visitar más de 17 países, sumando más de 17 viajes y continuando su racha de ser la reina más viajera del Miss Grand Internacional.

### Concursos de belleza
Desde el inicio de su carrera, Fuster se destacó como una de las favoritas en diversas competencias de belleza, lo que se confirmó cuando fue coronada como Miss Grand Internacional 2023 en la gala final, el 25 de octubre de 2023.
| Competencia                          | Posición | Ubicación                   | Premios Especiales                                                                                          | Representación |
| ------------------------------------ | -------- | --------------------------- | --- | -------------- |
| Miss Teen Model Perú 2015            | Ganadora | Lima, Perú                  | | Callao, Perú   |
| Miss Teen Pageant International 2016 | Ganadora | Porto Alegre, Brasil        | | Perú           |
| Miss Grand Perú 2023                 | Ganadora | Lima, Perú                  | | Callao, Perú   |
| Miss Grand Internacional 2023        | Ganadora | Ciudad Ho Chi Minh, Vietnam | Top 4 – Country's Power of the Year Challenge Top 10 – Mejor en traje de baño Top 20 – Mejor traje nacional | Perú           |

### Influencer
Como influencer, Fuster era la sexta celebridad de Instagram con mayor audiencia del país. Para 2019, pasó a la tercera y alcanzó los 3 millones de seguidores, aunque consiguió la mayor cantidad de comentarios con 794 por publicación según Fan Page Karma. Para octubre de 2021, superó los cuatro millones de seguidores en su perfil de Instagram. Para enero de 2022 era la mujer peruana con más seguidores en la red social con 4.4 millones, y competía con Flavia Laos. Durante su reinado como Miss Grand International, Fuster alcanzó más de 5.1 millones de seguidores convirtiéndose en la reina más seguida del certamen y en la peruana con más seguidores hasta el momento.
Desde enero de 2020, también se desempeña como tiktoker, realizando coreografías con su imagen. En noviembre del 2021 alcanzó los 3 millones de seguidores en su cuenta de TikTok.
En enero de 2021, Comscore la ubicó en la lista de las seis celebridades con mayor interacción en Latinoamérica, en que hubo 1810 millones de las mismas de redes sociales durante el 2020. Aunque siendo la última de la lista, el estudio señala como la máxima exponente de las redes sociales en su país, con 19 millones en el volumen general.
Figuras como Rodrigo González y Rocío Miranda criticaron su popularidad para obtener futuros roles principales en programas de radio y televisión. Además, en julio del 2021, tras ser criticada por sus seguidores al recomendar un aerosol anti-covid sin información científica demostrada, se disculpó públicamente y admitió que su agencia no se comunicó con la Dirección General de Medicamentos, Insumos y Drogas antes de promocionarlo. Por otro lado, en abril de 2022 admitió que su perfil de Instagram se usó como «cuenta de prueba» para las nuevas características con sus seguidores de la red social.

### Chicarealityy locutora de radio
A los dieciséis años, alcanzó su permanencia en la televisión al participar en el casting en vivo del programa de telerrealidad Esto es guerra Teens de la televisora América Televisión en el año 2015. El programa fue conducido por los actores Yaco Eskenazi y Nicola Porcella. Tras realizar una serie de coreografías, fue elegida del jurado, conformado por Melissa Loza, Johanna San Miguel y Mathías Brivio, para ser la participante del dicho espacio televisivo. Al completar las pruebas de la temporada, fue la única mujer ganadora del reality junto a los también participantes Johan Bruinsma e Ignacio Angeldonis, y accedieron directo por primera vez al programa principal Esto es guerra.
Debido a la eliminación prematura en la novena temporada del programa mencionado, se incorporó al programa Reto de campeones de la televisora Latina Televisión, bajo el equipo de los Pumas. Sin embargo, el programa salió del aire debido a la baja audiencia.
Ya cumpliendo la mayoría de edad a inicios de 2017, volvió a Esto es guerra, en ese entonces fue una pretemporada conducida por los cantantes peruanos Erick Elera y Ana Carina Copello. Más adelante, se sumó al reality show Combate de ATV, conducido por los ex conductores de Reto de campeones, donde se desempeñó con el rol de participante del Equipo Rojo y se mantuvo hasta el final del programa en el 2018. Durante su estadía, demostró su habilidad aparte de las competencias físicas normales como aquel concurso Combate a bailar a cargo de Bettina Oneto.
Tras unas breves participaciones de conductora para programas de espectáculos como Espectáculos en ATV en el 2018 y posteriormente Válgame Dios de la televisora Latina Televisión, en 2019, regresó junto con algunos integrantes del programa de competencias finalizado a Esto es guerra, donde se mantiene en la actualidad, además de invitada de otros espacios de América Televisión.
Aparte de los segmentos tradicionales, en junio del 2020 condujo un micronoticiero del reality sobre celebridades. En agosto de ese año, se coronó como la «reina del TikTok» del segmento Guerra de tiktokers, concurso centrado en realizar coreografías evaluadas por la máxima celebridad de la red social en Latinoamérica, el mexicano Kunno. Debido al éxito de la secuencia, volvió a participar en marzo del 2021 como retadora en el renovado Tiktokers: los rivales.
En 2020, Fuster fue presentada como conductora del espacio radial El búnker de la emisora peruana Onda Cero al lado de su pareja, la estrella de telerrealidad Patricio Parodi. Posteriormente, conduciría sola y meses después, junto a Mario Irivarren hasta su retiro a inicios de 2021, siendo reemplazada por Angie Arizaga. Meses después, regresó a la emisora con su programa propio ¡Asu, qué tarde!. En enero de 2022, fue incluida como nueva conductora del espacio radial Onda expansiva, al lado de Renzo Winder hasta su renuncia en septiembre de 2023 para enfocarse a la competencia Miss Grand y más tarde, volvió a ser reemplazada por Arizaga.[cita requerida]

### Otras participaciones

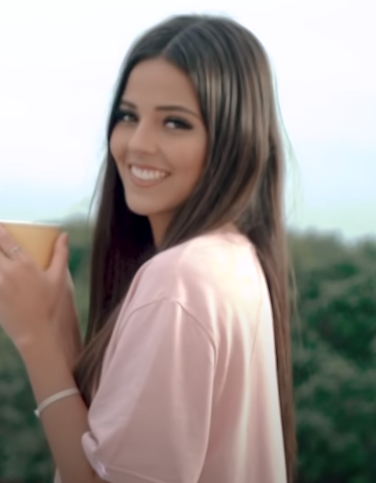
Fuster en el videoclip de «Quédate un ratito» de Pascal (2019)

En 2017, participó como refuerzo de la bailarina brasileña Brenda Carvalho en la decimonovena temporada del programa El gran show.
En 2019, colaboró con el cantante cubano Nesty y con su expareja Emil en el sencillo «B. A. E. Remix», contando con un videoclip grabado en Miami. Sucesivamente, tuvo otras participaciones en el videoclip del tema «Quédate un ratito» del cantante peruano Pascal y «Atea» de la orquesta Combinación de La Habana en 2022.
También participó en la ficción, en las películas del cineasta Sandro Ventura, Una comedia macabra y Prohibido salir, en los años 2017 y 2023 respectivamente, siendo la primera la que tuvo una aceptación regular. Tuvo un cameo en la serie de televisión Ven, baila, quinceañera.
Fuera del Perú, fue invitada en el programa Hoy a finales de 2020 para conducir su rutina de ejercicios; condujo el segmento virtual en People en Español PeopleVIP a cargo de la periodista Nohelia Castro; y formó parte del equipo peruano en el especial Guerra México vs. Perú del programa de televisión Guerreros.
Cofundó del salón de belleza bajo el nombre de Belle Chic, la cual se convirtió en imagen del emprendimiento.
En 2021, participó como refuerzo de la modelo y actriz venezolana Korina Rivadeneira, en la vigesimotercera temporada de El gran show, titulada como Reinas del show. Adicionalmente, fue animadora del evento final del concurso de talentos urbanos Open Forum Challenge, organizado por Adidas.
En 2022, fue presentada en el programa de América Televisión, Esto es Habacilar, como una de las modelos. También fue convocada para el discurso del Día Internacional de la Mujer por la Municipalidad de Breña.
En 2024 tuvo una aparición en el New York Fashion Week. En mayo del mismo año, Fuster fue invitada como parte del jurado principal del certamen de belleza Miss Guatemala 2024.

## Créditos

### Televisión
| Año       | Título                  | Papel                               | Emisión                           | Ref.             |
| --------- | ----------------------- | ----------------------------------- | --------------------------------- | ---------------- |
| 2015      | Esto es guerra Teens    | Competidora                         | América Televisión                | [ 65 ]           |
| 2015      | Esto es guerra          | Competidora                         | América Televisión                | [ 67 ] [ 16 ]    |
| 2016      | Reto de campeones       | Competidora                         | Latina Televisión                 | [ 69 ]           |
| 2017      | Ven, baila, quinceañera | Antonella                           | América Televisión                | [ 109 ]          |
| 2017      | El gran show            | Concursante de refuerzo             | América Televisión                | [ 87 ]           |
| 2017      | Esto es guerra          | Competidora                         | América Televisión                | [ 72 ]           |
| 2017-2018 | Combate                 | Competidora                         | ATV                               | [ 72 ] [ 49 ]    |
| 2018      | Espectáculos en ATV     | Copresentadora                      | ATV                               | [ 14 ]           |
| 2019      | Válgame Dios            | Presentadora                        | Latina Televisión                 | [ 14 ]           |
| 2019      | Esto es guerra          | Competidora                         | América Televisión                | [ 74 ]           |
| 2020      | People VIP              | Presentadora                        | Streaming (por People en Español) | [ 99 ]           |
| 2020      | ¡Hola! USA              | Invitada                            | ¡Hola! TV                         | [ 82 ]           |
| 2020      | Hoy                     | Invitada                            | Las Estrellas                     | [ 97 ] [ 98 ]    |
| 2020      | La resolana             | Invitada                            | Azteca Uno                        | [ 110 ]          |
| 2021      | Esto es guerra          | Competidora                         | América Televisión                | [ 59 ]           |
| 2021      | El gran show            | Participante de refuerzo            | América Televisión                | [ 102 ]          |
| 2021      | Guerra México vs. Perú  | Competidora                         | Canal 5 y América Televisión      | [ 100 ]          |
| 2022      | Esto es Habacilar       | Modelo                              | América Televisión                | [ 104 ]          |
| 2023      | Esto es guerra          | Competidora                         | América Televisión                | [ 111 ]          |
| 2023      | Mande quien mande       | Concursante de Miss Grand Perú 2023 | América Televisión                | [ 112 ]          |
| 2024      | Esto es guerra          | Presentadora invitada               | América Televisión                | [cita requerida] |
| 2024      | Mande quien mande       | Jurado de Miss Grand Perú 2024      | América Televisión                | [cita requerida] |

### Cine
| Año  | Título              | Papel    | Ref.           |
| ---- | ------------------- | -------- | -------------- |
| 2017 | Una comedia macabra | La Novia | [ 93 ]         |
| 2023 | Prohibido salir     | Liliana  | [ 56 ] [ 113 ] |

### Teatro
| Año  | Título   | Papel    | Ref.    |
| ---- | -------- | -------- | ------- |
| 2018 | Depa 302 | Mercedes | [ 114 ] |

### Radio
| Año       | Título           | Papel    | Emisión   | Ref.           |
| --------- | ---------------- | -------- | --------- | -------------- |
| 2020-2021 | El búnker        | Locutora | Onda Cero | [ 115 ] [ 83 ] |
| 2021-2022 | ¡Asu, qué tarde! | Locutora | Onda Cero | [ 84 ]         |
| 2022-2023 | Onda expansiva   | Locutora | Onda Cero | [ 116 ]        |

## Discografía

### Sencillos
- BAE (Remix) (con Nesty y Emil)[117]

### Como modelo
- «Quédate un ratito». sencillo de Pascal,
- «Atea», tema de Combinación de La Habana.

## Premios y distinciones
| Año  | Lugar                                | País        | Categoría                            | Trabajo    | Resultado | Ref.                 |
| ---- | ------------------------------------ | ----------- | ------------------------------------ | ---------- | --------- | -------------------- |
| 2015 | Miss Teen Model Perú                 | Perú        | Miss Teen Model Perú 2015            | Ella misma | Ganadora  | [ 17 ] [ 18 ]        |
| 2016 | Miss Teen Pageant International      | Brasil      | Miss Teen Pageant International 2016 | Ella misma | Ganadora  | [ 3 ] [ 4 ]          |
| 2022 | TC Candler & The Independent Critics | Inglaterra  | «Los rostros más bellos del mundo»   | Ella misma | Nominada  | [ 26 ] [ 27 ] [ 11 ] |
| 2023 | Miss Grand Perú                      | Perú        | Miss Grand Perú 2023                 | Ella misma | Ganadora  | [ 38 ]               |
| 2023 | Miss Grand Internacional             | Vietnam     | Miss Grand Internacional 2023        | Ella misma | Ganadora  | [ 44 ]               |
| 2023 | Gobierno Regional del Callao         | Perú        | «Hija predilecta del Callao»         | Ella misma | Incluida  | [ 118 ]              |
| 2024 | Gobierno municipal de San Salvador   | El Salvador | «Huésped honorable en El Salvador»   | Ella misma | Incluida  | [ 119 ] [ 120 ]      |